# Mollendo
Mollendo är en kuststad och vid Stilla Havets kust i södra Peru. Staden ligger i departementet Arequipa och är centralort i både Islayprovinsen och Mollendodistriktet. Viktiga näringar i Mollendo är turism samt tillverkning av cement, textilier och ost. 

## Kända personer från staden
- Abimael Guzmán